# Byblos (azienda)
Byblos è un marchio italiano di moda fondato nel 1973 dalla famiglia Girombelli. Attivo nel prêt-à-porter, ha raggiunto visibilità internazionale nel corso degli anni '80 e '90 sotto la direzione creativa di stilisti come Gianni Versace e il duo Keith Varty-Alan Cleaver, ed è tornato a operare con una nuova direzione creativa a partire dal 2022.

## Storia
Byblos è un marchio di moda italiano fondato nel 1973 a Milano.  Il nome del brand si ispira all'omonimo hotel di Saint-Tropez, noto negli anni '70 come simbolo di mondanità e stile anticonvenzionale.
Nei primi anni della sua attività, il marchio viene affidato a Gianni Versace (1977–1979), che contribuisce a definire uno stile innovativo, colorato e dirompente. Dopo di lui si avvicendano Guy Paulin (1979–1982) e il duo britannico Keith Varty e Alan Cleaver (1983–1996), i quali consolidano il posizionamento internazionale del marchio, noto in quel periodo per l’uso di stampe grafiche, maglieria innovativa e un'estetica giovane e cosmopolita.
Negli anni ’90 il marchio subisce un progressivo calo di visibilità. Nel 2001 viene acquisito dal gruppo Prada insieme a Genny, ma già l’anno successivo viene ceduto alla società Swinger International, con sede a Verona, attiva nella produzione di abbigliamento. Nei primi anni Duemila si alternano diversi stilisti alla guida creativa del marchio, tra cui Richard Tyler, John Bartlett, Martine Sitbon e Sandy Dalal, senza tuttavia riuscire a rilanciarne l’immagine in modo stabile.
Nel 2006 viene nominato direttore creativo Manuel Facchini, che rilancia Byblos attraverso una visione estetica che fonde elementi di arte contemporanea, tecnologia e forme ispirate alla natura. Le sue collezioni si contraddistinguono per l’uso di geometrie architettoniche, strutture parametriche e sperimentazione tessile.
Dal 2013, i negozi Byblos si trovano a Milano, Verona, Limassol , Shenzhen e Johannesburg.
Nel 2018, Facchini fonda la nuova società Byblos S.r.l., segnando l’uscita definitiva dal gruppo Swinger International e l’inizio di un nuovo corso strategico autonomo. Nell'autunno del 2019, Byblos ha presentato un piano di ristrutturazione nell'ambito di un Concordato Preventivo. 
Tra il 2020 e il 2025 il brand torna sotto i riflettori internazionali. In questo periodo Byblos apre un flagship store a Milano, in via della Spiga, con un design ispirato all’estetica tecno-organica. Parallelamente sviluppa una strategia che integra moda digitale, avatar in 3D e tecnologie legate al metaverso. Il marchio investe anche nella sostenibilità e in una nuova politica di licenze e co-branding. Nel 2023, il fashion film della collezione Fall/Winter 2023–2024 vince cinque premi al New York Fashion Film Festival, segnando il ritorno della griffe nell’universo della moda sperimentale e digitale.

### Byblos Art Hotel
Byblos è anche legato al Byblos Art Hotel Villa Amistà, situato in provincia di Verona. La struttura, ospitata in una villa veneta del XVII secolo, unisce attività alberghiera e collezionismo d’arte contemporanea. L’hotel è noto per la presenza di opere di artisti come Damien Hirst, Vanessa Beecroft, Lucio Fontana, Marina Abramović e Anish Kapoor.